# Vaux-lès-Rubigny
Vaux-lès-Rubigny è un comune francese di 48 abitanti situato nel dipartimento delle Ardenne nella regione del Grand Est.

## Società

### Evoluzione demografica
Abitanti censiti